# Catan – Szenario Crop Trust
Das Catan – Szenario Crop Trust ist eine im Herbst 2018 bei Kosmos erschienene Erweiterung zum Spiel Die Siedler von Catan von Klaus Teuber, das er zusammen mit seinem Sohn Benjamin, inspiriert durch das Crop Trust-Team. entwickelt hat.

## Hintergrund
Durch intensive Landwirtschaft kann die Artenvielfalt verloren gehen. Der Welttreuhandfonds für Kulturpflanzenvielfalt (englisch: Global Crop Diversity Trust, GCDT) hat sich zum Ziel gesetzt diese Vielfalt zu erhalten und lagert Saatgut auf Spitzbergen im Svalbard Global Seed Vault ein um es späteren Generationen zu sichern. Dies wird spielerisch in die Welt Catans übertragen.

## Inhalt
- Spielmaterial aus Pappe:
  - 1 Landschaftsfeld Ackerland
  - 90 Pflanzenplättchen, je 18 in den Sorten Bohnen, Mais, Quinoa, Reis und Weizen (Rückseite: Reagenzglas mit Samen)
  - 41 Ereignisplättchen
    - 9× Regionaler Verlust einer Kulturpflanze von bis zu 3 Äckern
    - 11× Regionaler Verlust einer Kulturpflanze von bis zu 3 Äckern
    - 10× Kleinflächiger Verlust einer Kulturpflanze
    - 5× Großflächiger Verlust einer Kulturpflanze
    - 6× Monokultur

  - 4 Belohnungstafeln in den Spielerfarben
  - 1 „Seed Vault“-Tafel
  - 1 Zahlenchip "9"
- 1 Spielanleitung mit Almanach (12 Seiten)
- 6 Zipp-Beutel

## Beschreibung

### Vorbereitung
In diesem Szenario ernten die Siedler nicht nur Getreide (Weizen) auf Ackerländern, sondern auch Bohnen, Mais, Quinoa und Reis. Die im normalen Spiel enthaltene Wüste wird durch das zusätzliche Ackerland ersetzt. Auf jedes Ackerland werden entsprechend der Ertragswahrscheinlichkeiten Pflanzenplättchen gelegt, z. B. auf ein Ackerland mit dem 3er-Zahlenchip 1× Bohnen und 1× Mais und auf ein Ackerland mit dem 6er-Zahlenchips eins von jeder Sorte. Von den Sorten Bohnen, Mais, Quinoa und Reis werden zudem je 4 Plättchen auf ein Feld der jeweiligen Spielerfarbe der „Seed Vault“-Tafel gelegt – beim Spiel zu Dritt bleibt das Feld der nicht genutzten Farbe frei. Die Ereignisplättchen werden gemischt und jeder Spieler legt ein Ereignisplättchen unter seine drei Siedlungen und vier Städte in seinem Vorrat. Zudem wird je ein Ereignisplättchen auf die Sondersiegpunktkarten „Längste Handelsstraße“ und „Größte Rittermacht“ gelegt. Jeder Spieler erhält eine Belohnungstafel.

### Spielablauf
Es wird nach den normalen Catan-Regeln gespielt mit folgenden Änderungen:
- Wird die Zahl eines Ackerlandes gewürfelt, müssen die Spieler, wenn sie sich Rohstoffkarten Getreide nehmen, für jede Getreide-Karte ein Pflanzenplättchem vom Ackerland nehmen und in den Vorrat zurücklegen. Es ist möglich, auf den Ertrag zu verzichten.
- Haben mehrere Siedler Siedlungen oder Städte an dem Ackerland, gibt es eine Ernterunde. Beginnend mit dem Spieler am Zug bzw. dem nächsten Spieler im Uhrzeigersinn entscheidet jeder Spieler zunächst ob er eine Nahrung ernten möchte, anschließend nochmals die Spieler, die mehrere Siedlungen bzw. eine Stadt haben, ob sie eine zweite Nahrung nehmen, solange noch Pflanzenplättchen vorhanden sind.
- Für 1 Holz und 1 Erz dürfen die Spieler einmal in ihrem Zug ein Pflanzenplättchen im Seed Vault einlagern – aber nur Sorten, von denen mindestens 1 Plättchen auf einem Ackerland neben einer ihrer Siedlungen oder Städte liegt. Dieses legen sie auf ihre Belohnungstafel. Auf dieser gibt es zwei Reihen für je 5 verschiedene Pflanzenplättchen. Für das jeweils erste Pflanzenplättchen einer Reihe bekommt der Spieler nichts, für das Zweite eine Entwicklungskarte, für die weiteren je 1 Siegpunkt. Anschließend legt er 4 Plättchen der Sorte aus dem Vorrat auf sein leeres Feld der „Seed Vault“-Tafel und die vier Plättchen, die zuvor dort lagen verteilt er auf vier verschiedene Ackerländer, so dass auf jedem Feld nicht mehr als 7 Pflanzenplättchen liegen.
- Jedes Mal wenn ein Spieler eine Siedlung oder Stadt baut oder eine Sondersiegpunktkarte erhält bzw. diese den Besitzer wechseln, wird das darunter bzw. darauf liegende Ereignisplättchen umgedreht und die Auswirkungen abgearbeitet. Dies kann sein:
  - Regionaler Verlust einer Kulturpflanze: Alle Pflanzenplättchen der auf dem Ereignisplättchen zu sehenden Sorte werden von den Ackerländern mit den angegebenen Zahlen entfernt. Dies kann entweder bis zu 3 oder 4 Felder betreffen.
  - Kleinflächiger Verlust einer Kulturpflanze: 2 Pflanzenplättchen müssen von Äckern entfernt werden, vom aktiven Spieler zuerst von Feldern, an denen er siedelt.
  - Großflächiger Verlust einer Kulturpflanze: 3  Pflanzenplättchen müssen von Äckern entfernt werden, vom aktiven Spieler zuerst von Feldern, an denen er siedelt.
  - Monokultur: Wenn auf einem Ackerland nur noch Plättchen einer Sorte liegen, werden diese entfernt.
- Unter Siedlungen, die vom Feld genommen wurden um durch eine Stadt aufgewertet zu werden, wird ein neues Ereignisplättchen gelegt.
- Nachdem ein Spieler eine Sondersiegpunktkarte erhalten und das darauf liegende Ereignisplättchen ausgewertet wurde, legt er ein neues Ereignisplättchen darauf.
- Wenn Pflanzenplättchen einer Sorte weder auf Ackerländern noch im Seed Vault liegen, ist die Pflanzensorte ausgestorben. Ist diese später von einem Ereignis betroffen, wird ein Ereignisplättchen aus dem Vorrat aufgedeckt.
- Das Spiel endet:
  - Wenn ein Spieler in seinem Zug 10 Siegpunkte erreicht. Wenn er den 10. Siegpunkt durch ein Bauvorhaben bekommt und dabei ein Ereignisplättchen aufgedeckt wird, muss dieses zunächst abgearbeitet werden, wodurch es vorkommen kann, dass eine der beiden folgenden Spiel-Endebedingungen erfüllt ist.
  - Wenn auf 3 der 5 Ackerländer keine Pflanzenplättchen mehr liegen
  - Wenn 2 der 5 Pflanzensorten ausgestorben sind.
- Gewinner des Spiels ist der Spieler, der entweder in seinem Zug den 10. Siegpunkt macht oder bei den beiden anderen Bedingungen, wer die meisten Pflanzenplättchen auf seiner Belohnungstafel hat, bei einem Gleichstand, wer dann die meisten Siegpunkte hat.
- Haben Spieler in der Ertragsphase dafür gesorgt, dass die 2. oder 3. Spiel-Endebedingung eintritt, weil sie Pflanzenplättchen entfernt haben, haben sie automatisch verloren.